# Фольварк Ракутёвщина
Фольварк Ракутёвщина (бел. Фальварак Ракуцёўшчына) — бывшая усадьба дворянки В. Лычковский на южной окраине деревни Ракутёвщина (Молодечненский район). В усадьбе находится музей Максима Богдановича. Является филиалом Государственного музея истории белорусской литературы.

## История
Летом 1911 года в усадьбе останавливался белорусский поэт М. Богданович . Здесь он написал два цикла стихов: «Старая Беларусь» и «Места» (всего 17 стихотворений) и две поэмы «В деревне» и «Вероника».

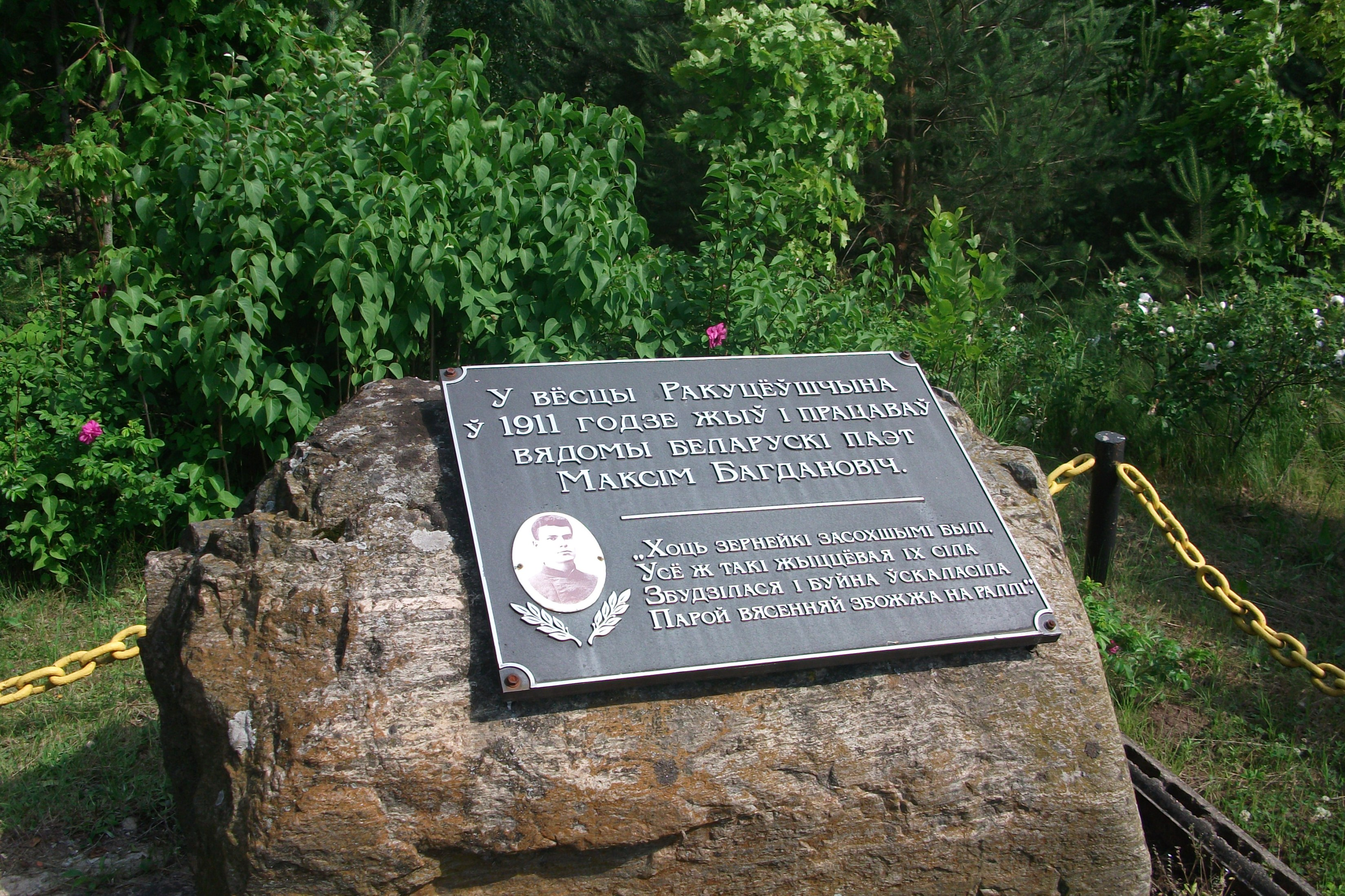
Памятный знак М. Богданович

Музеефикация памятников Ракутёвщины началась в 1970-е годы. В 1977 году в деревне Ракутёвщина, в память о пребывании там поэта, были установлены два валуна с памятными надписями. В 1981 году в селе рядом с памятником известными белорусскими писателями был посажен мемориальный сад («Максимов сад»; 70 деревьев).
В 1994 году здесь был открыт филиал музея Максима Богдановича «Фольварак Ракутёвщина». В 2014 году в результате реорганизации музей стал филиалом Государственного музея истории белорусской литературы .

## Усадьба
«Фольварк Ракутёвщина» включает в себя: усадьбу Лычковских (хозяйский дом, дом арендатора, гумно), территорию вокруг усадьбы, родник Максима, памятник и сад. В музейном комплексе воссоздана планировка усадьбы мелкопоместного шляхтича конца XIX века — начала XX века.

## Выставки музея
При создании музея была предпринята попытка показать жизнь небогатого шляхтича в самом начале. XX век.

### Домик арендатора

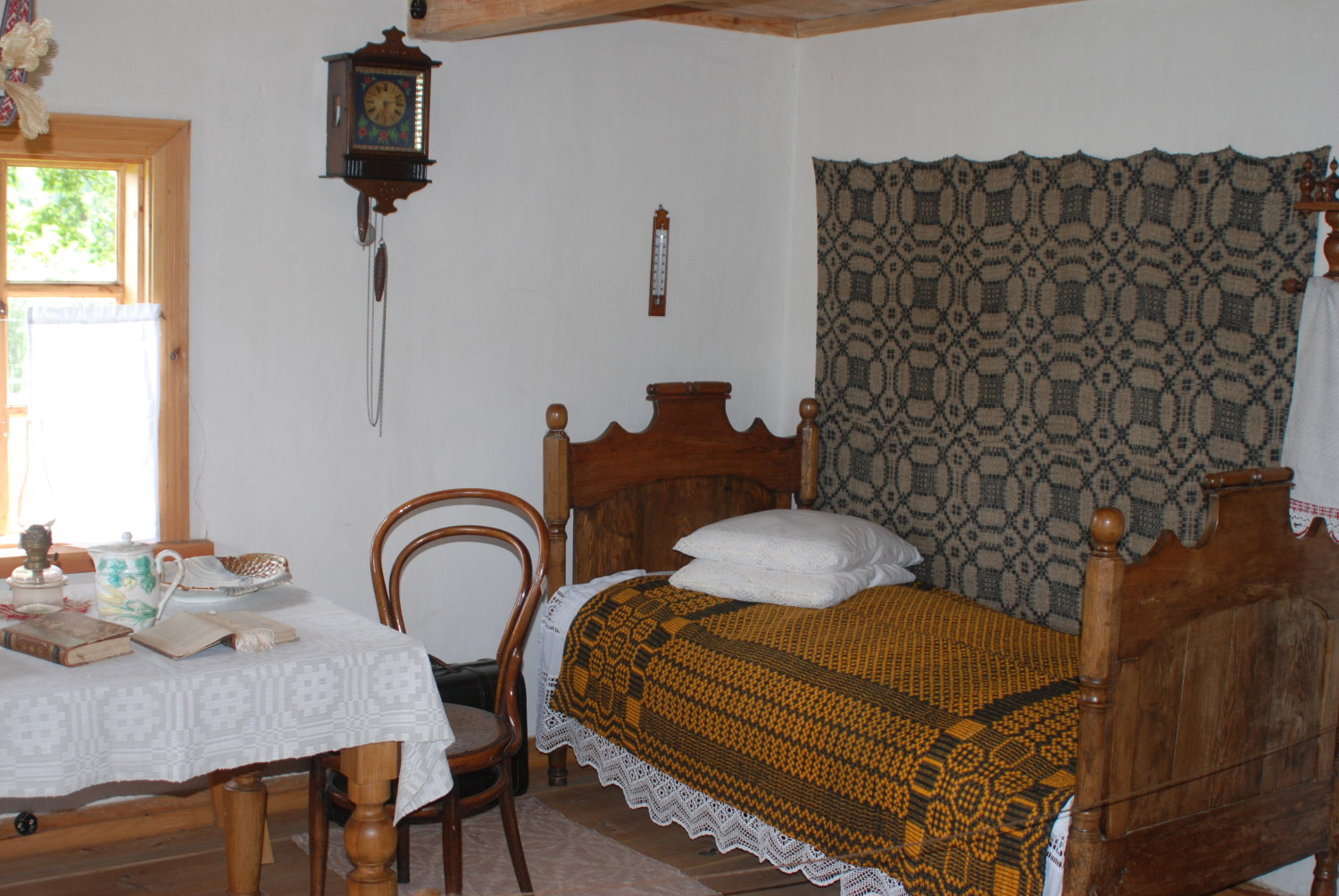
Комната М. Богдановича

В первую очередь был восстановлен «домик арендатора», где жил М. Богданович отдельно от хозяев фольварка. В этом домике, как утверждал сам поэт, очень хорошо писалось. Поскольку до сих пор не обнаружено ни одного предмета, связанного с поездкой Богдановича в 1911 году в Беларусь, в интерьерах двух комнат «домика арендатора» были использованы предметы быта того же времени, в частности, деревянная кровать и стол. На нем расположены книги французских авторов, которыми восхищался М.Богданович (П. Верлена, Г. Флобера, Ш. Бодлера). Над столом парит птица из соломки, как символ поэтического вдохновения. Центральное место занимает фотография девятнадцатилетнего Максима Богдановича, рядом — его единственный прижизненный сборник стихов «Венок» (1913 г.), фотографии друзей: Антона и Ивана Луцкевичей, В. Ластовского, открытки с изображениями Вильно.

### Усадебный дом
В усадебном доме воссозданы интерьеры гостиной, кухни и детской. Наиболее масштабная экспозиция размещена в гостиной. Реконструкция интерьера этой комнаты сопровождалось созданием несколько романтизированной атмосферы. Для создания соответствующего настроения и отражения жизни дворянина того времени использовались книги и газеты, подчеркивающие образованность владельца, его активную жизненную позицию, интерес к истории и литературе. Большой круглый стол, который занимает центральное место и накрыт к чаю, придает помещению особый уют. Выставлены фотографии родственниц хозяина: Софьи Лычковской, Эмилии Шабуни и ее дочери Янины, к которым тепло относился Богданович. В интерьере кухни экспонируются типичные для того времени утварь и предметы обихода. Вязанки чеснока и лука, сушеных яблок и трав создают ощущение того, что здесь живут настоящие хозяева, гостеприимные и щедрые.

### Гумно

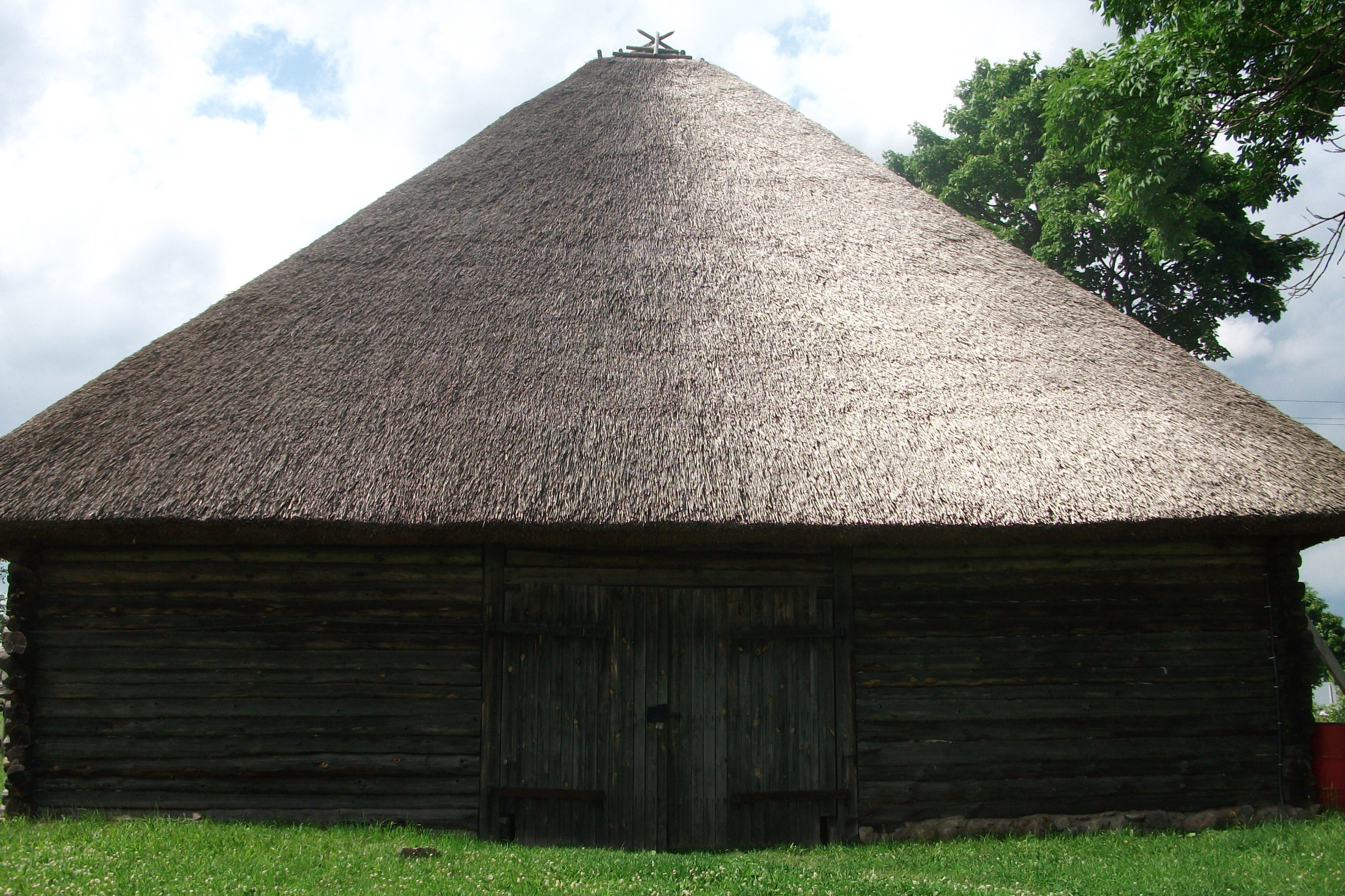
Гумно

Третьим экспозиционным зданием является восстановленное гумно, которое раньше служило для сохранения и сушки снопов и их дальнейшего обмолота. Здесь в  экспозиции представлены орудия труда крестьянина: серпы, цепы, мельничные жернова, молотилка, веялка, стригальная машина, орудия для обработки льна. В центре — транспортные средства того времени: сани и телега — образец столярно-кузнечного дела. Также представлены огромные ящики для хранения зерна, косы из лозы и соломы, бочки для засолки огурцов и капусты, ведра для сала, кадки.

## Мероприятия
В музее проводятся мероприятия, посвященные Дню памяти (25 мая) и дню рождения М. Богдановича (9 декабря), включающие возложение цветов к памятнику в "Максимовом" саду, мероприятия, литературные вечера.

### Ракутёвское лето
Ежегодно проходит фестиваль поэзии и песни «Ракутёвское лето», посвящённый памяти Максима Богдановича: в июле на территории музея собираются поэты, музыканты и певцы, устраиваются спектакли по произведениям М. Богдановича.